# Idomeneusz (Deukalión fia)
Idomeneusz (görög betűkkel Ἰδομενεύς, Devecseri Gábor műfordításaiban Ídomeneusz) Deukalión fia, Minósz és Pasziphaé unokája. Kréta királya, Helené kérőinek egyike, végül Medát vette feleségül, akitől Idamantész született. A trójai háború egyik homéroszi hőse. Az akhájok oldalán harcolt fegyvernökével, Mérionésszel és a krétai sereggel. A phaisztoszi korongon egy i-du-ma-na név olvasható, így legalábbis a krétai név történeti hűsége igazoltnak látszik.
Az Iliasz I. énekében tűnik fel először, amikor a haditanács tagjai kerülnek szóba, így a nagytekintélyű harcosok között volt. A II. énekben Agamemnón haditanácsának összehívása alkalmával Nesztór után mindjárt a második és csak utána következik a két Aiasz (Telamón fia és Oileusz fia), Tüdeusz fiai, Odüsszeusz, vagy a meg sem hívott Menelaosz. Még a II. énekben kiderül, hogy ő a dárdás krétaiak vezére, aki egymaga nyolcvan hajót vezetett Trója alá. A III. énekben Helené a várfalakról szemléli az ellenséget és Idomeneuszt istenhez hasonlítja, ahogy a krétaiak körében áll a síkon és elmondja, hogy gyakori vendég volt Spártában.

„Így osztott, soraik közt járva, vezéri parancsot;
s férfisereg sürüjén át ért el a krétaiakhoz.
Harcias Ídomeneusz körül épp vették föl a vértet:
Ídomeneusz a legelsők közt állt, vadkan-erővel,
Mérionész meg a leghátsó sorokat riogatta.
Látván ezt, megörült sereget-vezető Agamemnón,
s mézes szókkal ekép szólt tüstént Ídomeneuszhoz:
»Ídomeneusz, legtöbbre a gyors-csikajú danaók közt
téged tartlak, a harcban s más dolgokban is éppúgy,
s jó lakománál is, hol a tiszteletadta sugárzó
bort keverik keverőben az argoszi legderekabbak.
S míg a haját-fésülő többi akháji kimérten
kapja a bort, kelyhed színig van töltve előtted
mindig, akár az enyém, hogy igyál, ha kivánja a lelked.
Harcra tehát, s aminek vallod már rég magad, az légy.«
Krétaiak feje Ídomeneusz neki válaszul így szólt:
»Átreidész, nagyon is szerető társad leszek itt is,
mint ahogyan már kezdettől bólintva igértem;
most más hosszuhajú danaoszt serkents viadalra,
hogy gyorsan tusakodni mehessünk, mert hisz a trószok
megszegték hitüket; de reájuk a kín s a halál vár,
mert hisz az eskükötést ők sértették meg először.«”

– Devecseri Gábor fordítása

Az V. énekben Phaisztoszt győzi le, a VI. énekben a két Aiasszal, az atreidészekkel és Diomédésszel rohamozza a vár egyik falát. A hetedik énekben egyike a kilenc hősnek, aki kész Hektórt párviadalra hívni, XII. énekben Asziosz Hürtakidészen kerekedik felül. Ezek mellett még sokszer kerül említésre, mindig a legnagyobb csaták forgatagában és általában Nesztór, az Aiaszok vagy Odüsszeusz társaságában, ő ölte meg az amazon Bremuszát is. Egyike a trójai falóban helyet foglaló harcosoknak.
Amikor hazafelé tartott a háború után, flottájának nagy részét Poszeidón elpusztította, további életét Poszeidón kiengesztelésére szánta és többet nem vonult hadba. A krétai trónon fia, Idamantész követte. Népe szerette és tisztelte.
Későbbi mítoszváltozatok szerint a viharban megfogadta Poszeidónnak, hogy ha hazaér, az első embert, akivel találkozik Krétán, feláldozza neki. Erre a fogadalomra lecsillapodott a tenger. Az első ember, akivel otthon összefutott, Idamantész, a fia volt, akit fel is áldozott Poszeidónnak. Az áldozat miatt azonban pestis tört ki, mivel a görögök között tilos volt az emberáldozat, a járvány miatt pedig Kréta népe elüldözte. Kolophónban telepedett le és ott halt meg.